# Stegonotus poechi
Stegonotus poechi — вид змій родини полозових (Colubridae). Ендемік Папуа Нової Гвінеї.

## Поширення і екологія
Stegonotus poechi відомі за типовим зразком, зібраними в провінції Маданг на північному сході Нової Гвінеї. Вони живуть у вологих тропічних лісах.